# Minivet rose
Pericrocotus roseus
Espèce
Statut de conservation UICN

 LC  : Préoccupation mineure
Le Minivet rose (Pericrocotus roseus) est une espèce de passereaux de la famille des Campephagidae.
Son aire s'étend à travers l'Himalaya, le sud de la Chine et le nord de l'Indochine ; il hiverne en Asie du Sud et du Sud-Est.